# Сан Марчело (Анкона)
Сан Марчело (итал. San Marcello) насеље је у Италији у округу Анкона, региону Марке.
Према процени из 2011. у насељу је живело 1265 становника. Насеље се налази на надморској висини од 200 м.

## Становништво
| 1936. | 1951. | 1961. | 1971. | 1981. | 1991. | 2001. | 2011. |
| ----- | ----- | ----- | ----- | ----- | ----- | ----- | ----- |
| 2.876 | 2.971 | 2.509 | 1.777 | 1.702 | 1.805 | 1.931 | 1.881 |